# 마이크로소프트 루미아 950
마이크로소프트 루미아 950(Microsoft Lumia 950)은 윈도우 10 모바일을 구동하는 마이크로소프트 모바일의 프리미엄형 스마트폰이다. 2015년 10월 6일 오전(EDT)에 공개되었다. AT&T를 통해 미국에서 2015년 11월 17일에 첫 판매되었으며 마이크로소프트 스토어와 다른 나라들에서도 구매가 가능하게 되었다.
루미아 950은 2014년 노키아 루미아 930의 후속 제품이며 기본적으로 윈도우 10 모바일을 실행하는 최초의 휴대폰 중 하나이다. 저가형 하드웨어를 사용하여 개발도상국 시장을 목표로 삼았던 마이크로소프트의 이전 전략과 달리 이 전화기는 주로 주력 장치를 원하는 사용자를 대상으로 한다.
마이크로소프트의 번호 지정 규칙에서는 루미아 950을 고급형 900 시리즈의 5세대 장치로 지정했다.
루미아 950은 마이크로소프트 모바일의 마지막 루미아 주력 장치였다. 마이크로소프트 루미아 960(코드명 노스스타, Northstar)이라는 후속 제품이 마이크로소프트 서피스 듀오로 출시되었으며 윈도우 폰 기반 서피스 네오는 취소되었다.